# Lśnienie (film)
Lśnienie (ang. The Shining) – brytyjsko-amerykański film z 1980 roku, wyreżyserowany przez Stanleya Kubricka, będący filmową adaptacją powieści Stephena Kinga pod tytułem Jasność (lub Lśnienie).
Bohaterem filmu jest Jack Torrance, który wraz z rodziną przeprowadza się do górskiego hotelu, w którym został zatrudniony jako stróż zimowy. Spokój opuszczonego poza sezonem kurortu ma umożliwić mu skoncentrowanie się na twórczości literackiej. Okazuje się jednak, że złowroga atmosfera miejsca stopniowo popycha go w obłęd.
Głównym tematem filmu Lśnienie jest zło i tajemnica jego genezy. Jednocześnie Kubrick zadaje w swym dziele pytania o kondycję ówczesnej rodziny i społeczeństwa.
Film, choć z początku nie spodobał się krytyce oraz samemu autorowi literackiego pierwowzoru, po latach zyskał status klasyka gatunku oraz uznanie, jako jedno z najlepszych dzieł Stanleya Kubricka.
Jednocześnie Lśnienie od momentu swojej premiery cieszy się sukcesem komercyjnym, znajduje się też wśród 100 najlepszych filmów wszech czasów w nieustającym głosowaniu na IMDb.

## Obsada
- Jack Nicholson – Jack Torrance
- Shelley Duvall – Wendy Torrance
- Danny Lloyd – Danny Torrance
- Scatman Crothers – Dick Halloran
- Barry Nelson – Stuart Ullman
- Philip Stone – Delbert Grady
- Joe Turkel – Lloyd
- Anne Jackson – Pani doktor
- Tony Burton – Larry Durkin
- Barry Dennen – Bill Watson
- Lia Beldam – młoda kobieta w wannie
- Billie Gibson – stara kobieta w wannie
- Lisa Burns – córka Grady'ego 1
- Louise Burns – córka Grady'ego 2

## Zarys fabuły

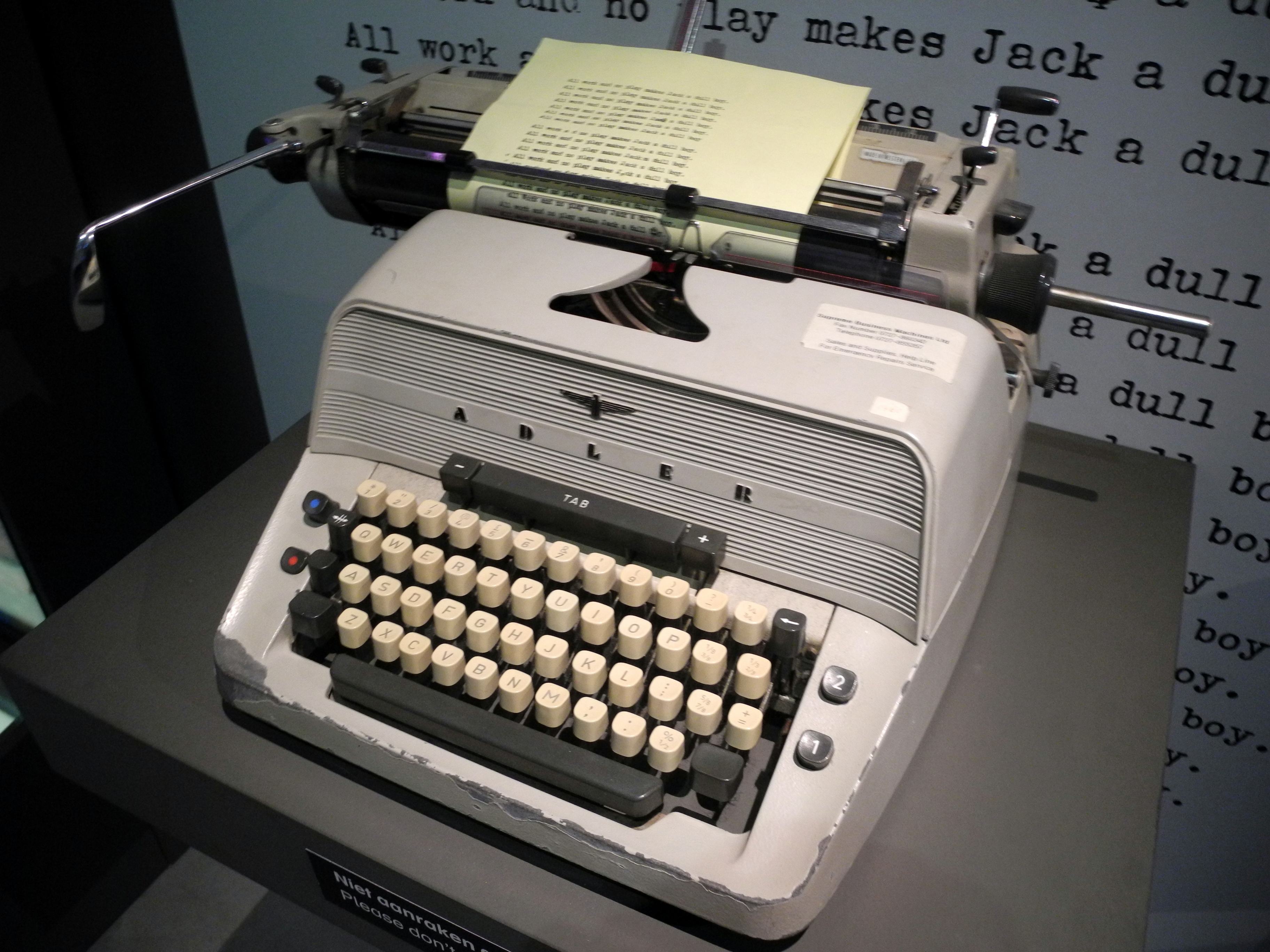
Oryginalna maszyna do pisania Jacka Torrance'a

Jack Torrance, trzeźwiejący alkoholik i początkujący pisarz, przyjmuje posadę zimowego stróża w hotelu Overlook. Hotel ten w okresie zimowym jest całkowicie odcięty od świata. Torrance ma nadzieję, że ta okoliczność pozwoli mu skupić się na twórczości literackiej. Okazuje się jednak, że niemoc twórcza i izolacja ma zły wpływ na Jacka – bohater zaczyna widzieć widma dawnych mieszkańców hotelu, którzy nastawiają go przeciwko rodzinie, co budzi w bohaterze paranoję. Tymczasem jego syn Danny również widzi duchy zamieszkujące hotel. Okazuje się, że jest również obdarzony szczególnym darem – jasnowidzeniem.

## Różnice wobec oryginału literackiego

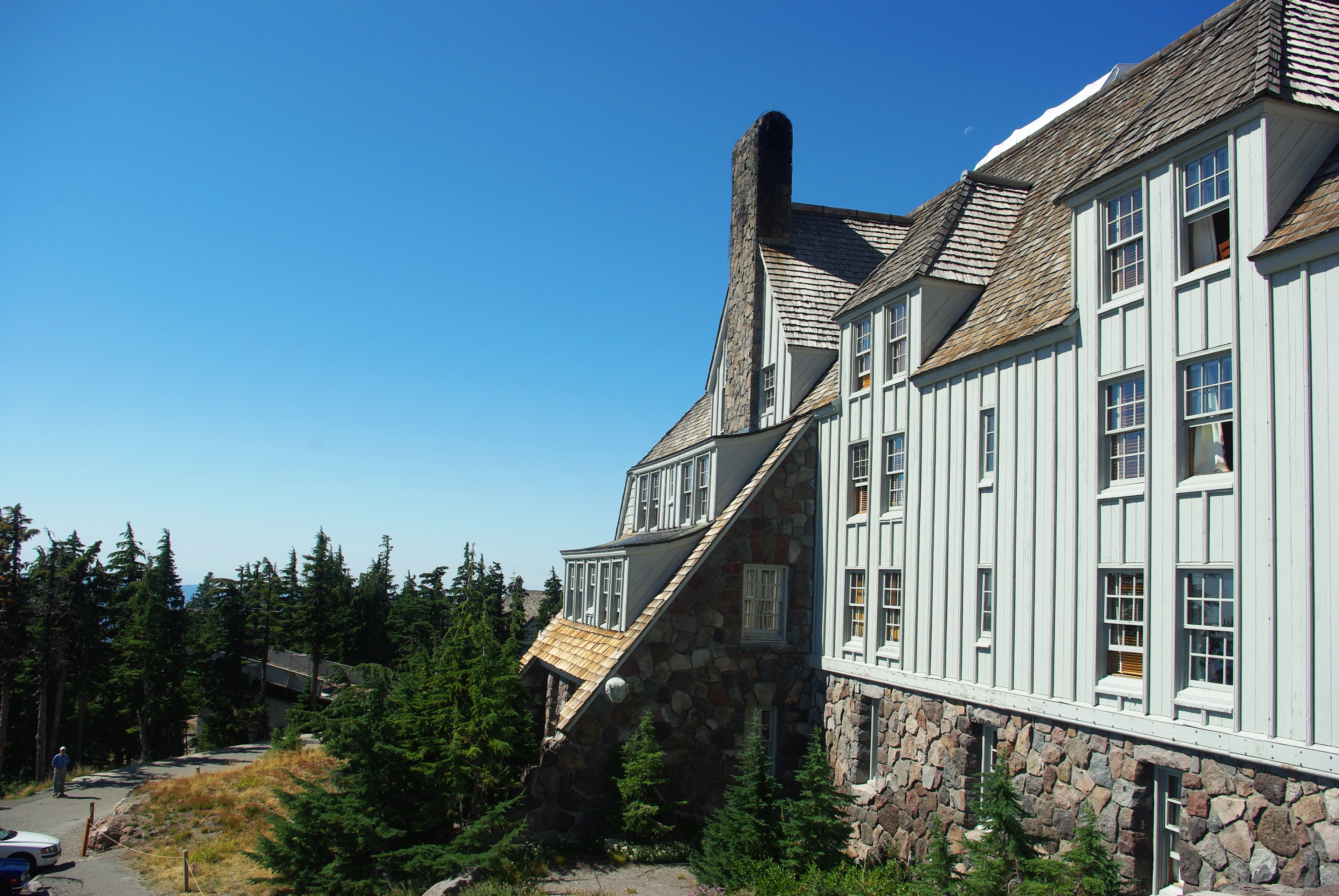
Hotel Overlook (Timberline Lodge)

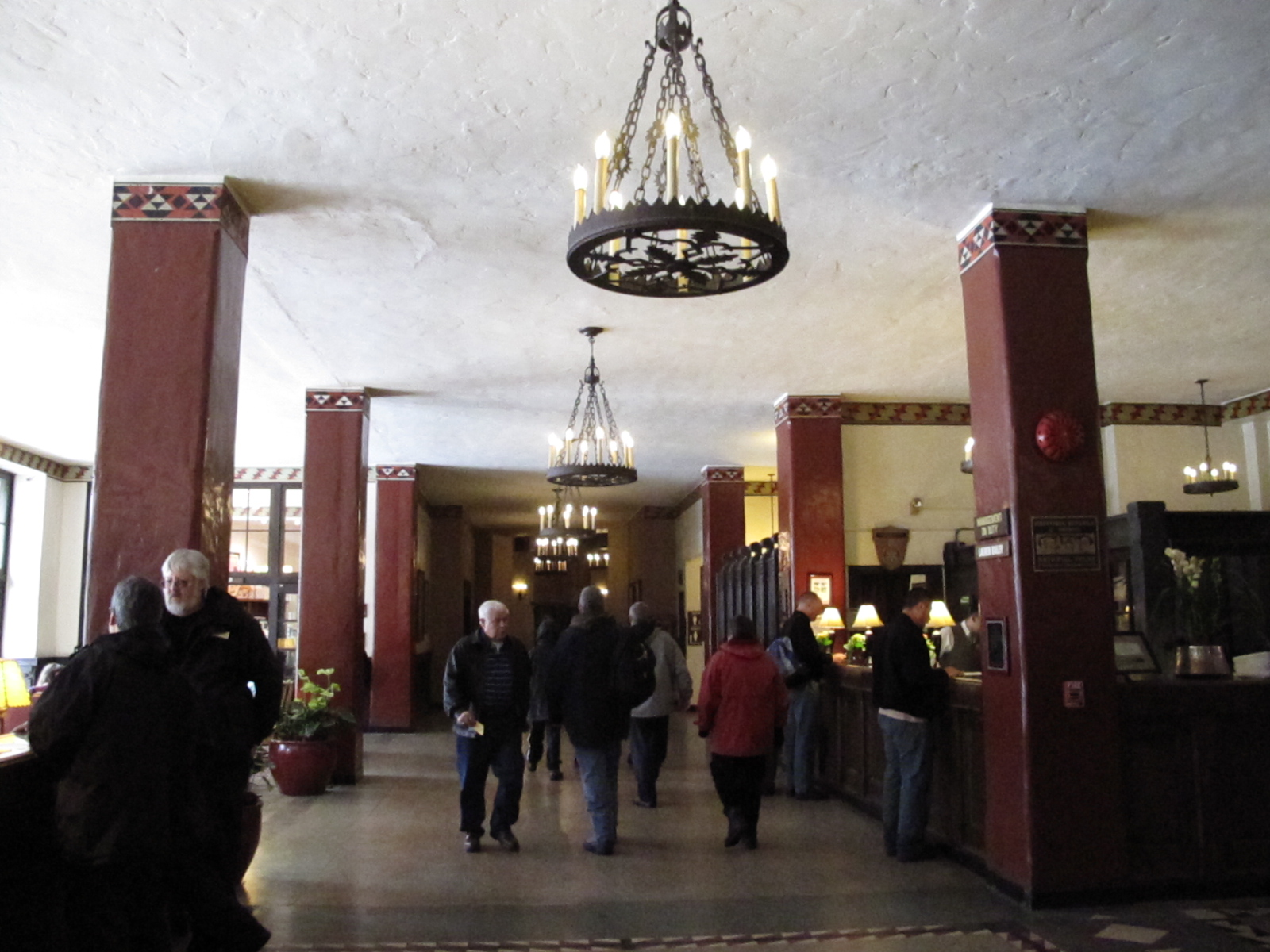
Recepcja kalifornijskiego Ahwahnee Hotel, której wystrój skopiowano w filmie

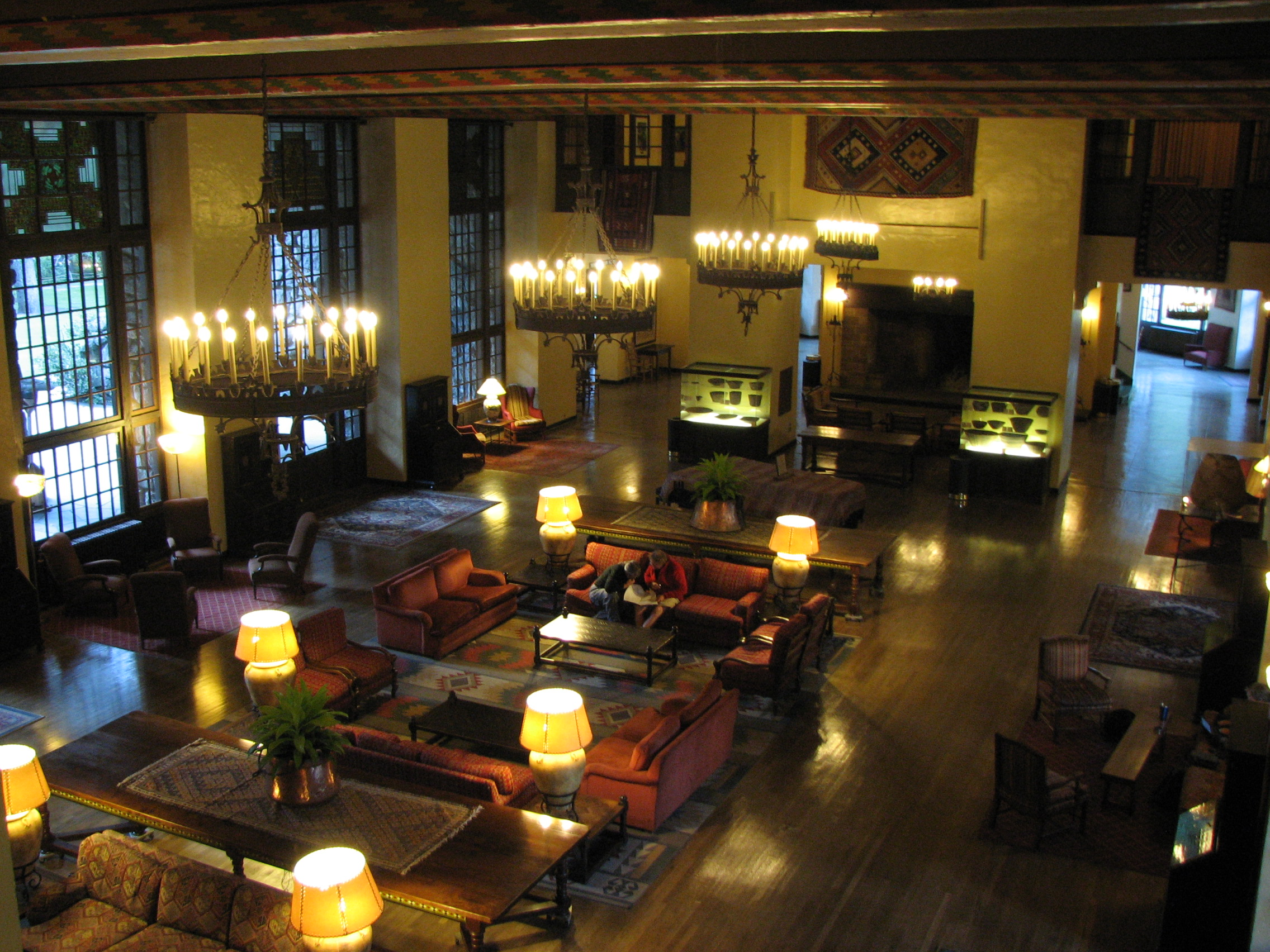
Wielki salon Ahwahnee Hotel również odtworzony w filmowym hotelu Overlook

Film powstał na bazie powieści Kinga, jednak fabuła została znacznie zmieniona w stosunku do literackiego pierwowzoru. Kubrick, jako autor scenariusza, zrezygnował z wielu elementów nadprzyrodzonych, zredukował liczbę wątków (m.in. mocno ograniczył znaczenie dawnej historii hotelu), koncentrując się na losach głównych bohaterów. W wersji Kubricka historia może być odczytywana w kontekście ojca rodziny ogarniętego alkoholizmem i stopniowo popadającego w obłęd na tym tle oraz syna, u którego lęk przed pijącym ojcem manifestuje się w nadprzyrodzonych widzeniach. Jednocześnie film pełen jest zagadek i możliwych kierunków interpretacji.

## Realizacja
Kubrickowi od razu przypadła do gustu podesłana przez producentów filmowych powieść Kinga. Dostrzegł w niej psychologiczną głębię i zgodził się ją zekranizować zastrzegając sobie prawo do jej swobodnej adaptacji. W krótkim czasie wraz z pisarką Diane Johnson przygotował scenariusz Lśnienia, który miał być wielokrotnie modyfikowany w trakcie zdjęć.
Zdjęcia, rozpoczęte 1 maja 1978 r., trwały 200 dni i niemal cały film nakręcono chronologicznie w studiu, co wymagało budowy naraz wszystkich dekoracji imitujących hotel.
Budżet Lśnienia wyniósł ok. 19 mln dolarów. Fasada filmowego hotelu Overlook została zbudowana na parkingu przed halą filmową EMI Elstree Studios w Borehamwood pod Londynem. Ściśle odtwarzała ona wygląd fragmentu autentycznego hotelu Timberline Lodge w Mount Hood w stanie Oregon, obecnego na najszerszych ujęciach plenerowych.
Kręcenie filmu charakteryzowało się ogromną liczbą dubli poszczególnych ujęć, szczególnie z udziałem głównych aktorów. Ostatecznie stosunek nakręconego materiału do długości zmontowanego filmu wynosił 102:1.

### Obraz i dźwięk
Kubrick w swoim horrorze postawił nie na efekty specjalne, ale na mobilność kamery. W tym celu zaangażował do filmu operatora Garretta Browna, wynalazcę Steadicamu, urządzenia stabilizującego kamerę, umożliwiającego płynną rejestrację z ręki. W Lśnieniu często kamera śledzi bohaterów, obserwuje ich z ukrycia lub z nietypowej perspektywy. Reżyser zadbał też o silne jasne oświetlenie planu filmowego, co jest nietypowe dla horrorów.

Jasność hotelu prowadzi do tego, że być może po raz pierwszy w historii widz może w pełni „przyjrzeć” się makabrze, jaka rozgrywa się na ekranie, jego uwadze nie umknie nawet najmniejszy szczegół. Jest to pewnego rodzaju psychiczna tortura wymierzona w odbiorcę, bo przecież od dziecka mówiono mu, że potwory kryją się w ciemności, a światło je przegania; jednak teraz ma do czynienia z wcieleniem zła, jakim jest Jack Torrance, grasującym w blasku jarzeniówek Overlook. Tym razem to jasność niesie ze sobą zagrożenie (...)

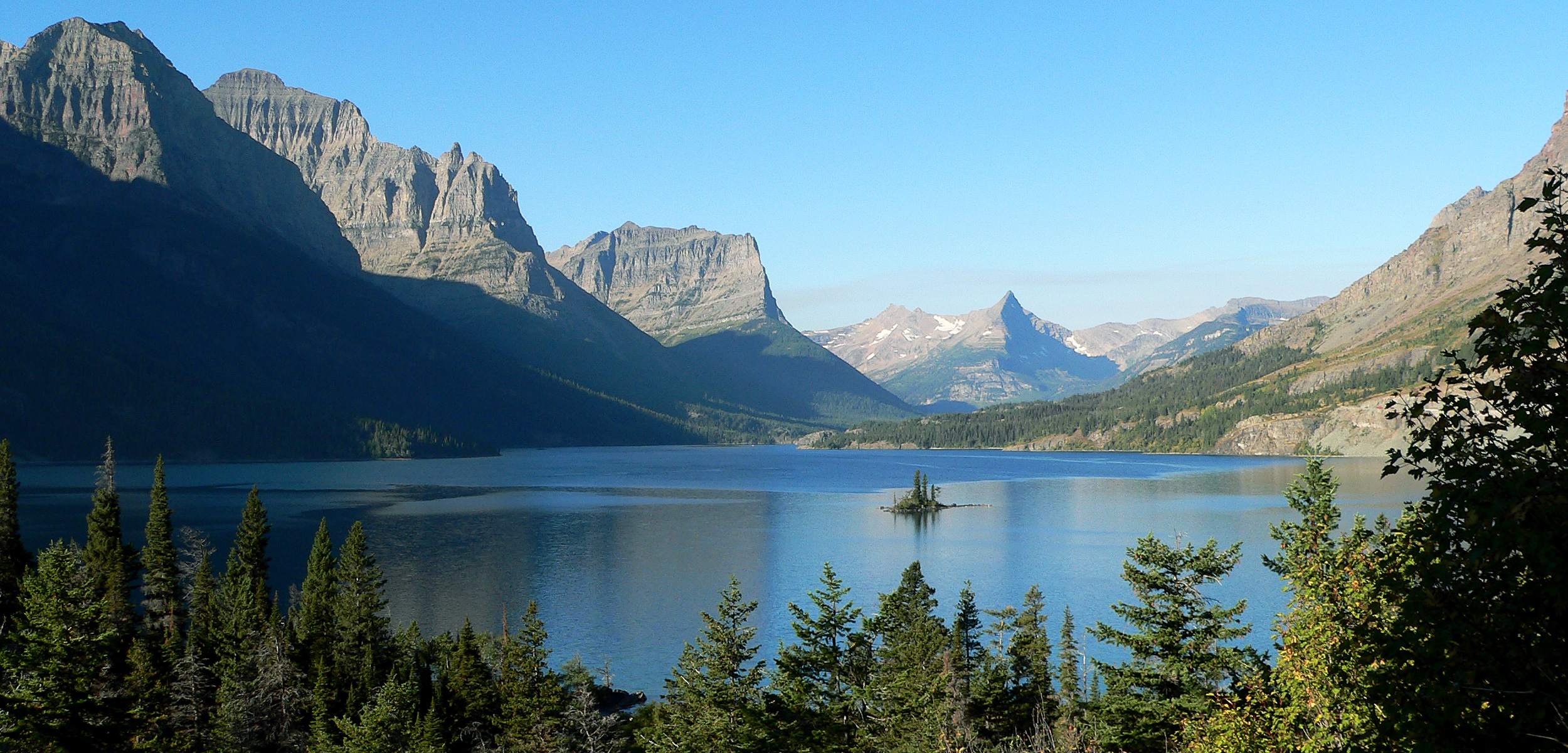
Jezioro St Mary w Górach Skalistych widoczne w początkowej sekwencji filmu

Ponadto film otwierają sekwencje nakręcone z helikoptera przedstawiające pejzaże Gór Skalistych (m.in. Jezioro St Mary). Odrzuty z tych zdjęć Kubrick pozwolił Ridleyowi Scottowi wykorzystać w napisach końcowych Łowcy androidów z roku 1982. Po latach Scott usunie te ujęcia przygotowując wersję reżyserską swego dzieła.
Ważnym elementem filmu jest starannie dobrana przez Kubricka ścieżka dźwiękowa. Za utwory elektroniczne odpowiedzialne były Wendy Carlos i Rachel Elkind, które już wcześniej współpracowały z reżyserem przygotowując muzykę do jego Mechanicznej pomarańczy w 1971 r.
Autorami klasycznych i awangardowych dzieł muzycznych byli György Ligeti, Béla Bartók oraz Krzysztof Penderecki. Wykorzystano w filmie oryginalne wykonania tego ostatniego, zrealizowane z polskimi orkiestrami symfonicznymi. W filmie słychać też kilka przedwojennych utworów tanecznych.

### Dobór aktorów

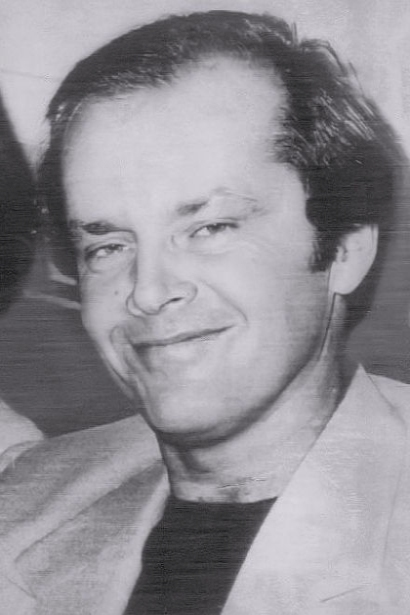
Jack Nicholson w 1976.

Osobistym marzeniem Kubricka było powierzenie głównej roli Jackowi Nicholsonowi, którego sposób gry przypominał reżyserowi jego ulubionego aktora, Jamesa Cagneya.

Jack Nicholson stworzył na ekranie pasjonujący portret budzącej się bestii, równie fascynujący i przerażający, co dogłębnie poruszający swoim tragizmem. Torrance dołączył do kubrickowskiej galerii postaci walczących o własną niezależność, najdosłowniej pojmowaną wolność i wyzwolenie z okowów społecznego zakleszczenia. Walczących i przegrywających.

6-letni Danny Lloyd, wybrany na castingu spośród tysięcy dzieci, jest również wyróżniającym się aktorem, który w Lśnieniu zagrał swoją pierwszą i przedostatnią rolę.

### Wersje filmu
W dniu premiery film liczył 146 minut. Jednak wkrótce Kubrick wyciął epilog Lśnienia, który dział się w szpitalu. W ten sposób przemontowany, długi na 144 minuty film obejrzeli widzowie amerykańscy. Ta wersja jest dostępna dziś na DVD jako „Original Version”.
Na rynek europejski, pod naciskiem krytyków i producentów, reżyser zmontował 119-minutową wersję swojego dzieła, pozbawioną kilku scen, w tym tych, które podkreślają problem alkoholowy Jacka.

## Główne motywy
Głównym motywem filmu jest zło o niewiadomym pochodzeniu. Kubrick zadaje swym filmem pytania czym jest zło? czy jego źródło jest ludzkie czy metafizyczne? czy istnieją „złe miejsca”? Jaka jest relacja między szaleństwem a złem?

### Labirynt
Ważnym miejscem dla akcji filmu jest pokaźny labirynt z żywopłotu znajdujący się przy hotelu. Również korytarze samego gmachu przypominają labirynt. Ten z żywopłotu jest miejscem jednej z finałowych scen Lśnienia. Oba labirynty potęgują atmosferę zagubienia bohaterów filmu, a szczególnie skomplikowaną psychikę Jacka.

### Zwierciadło

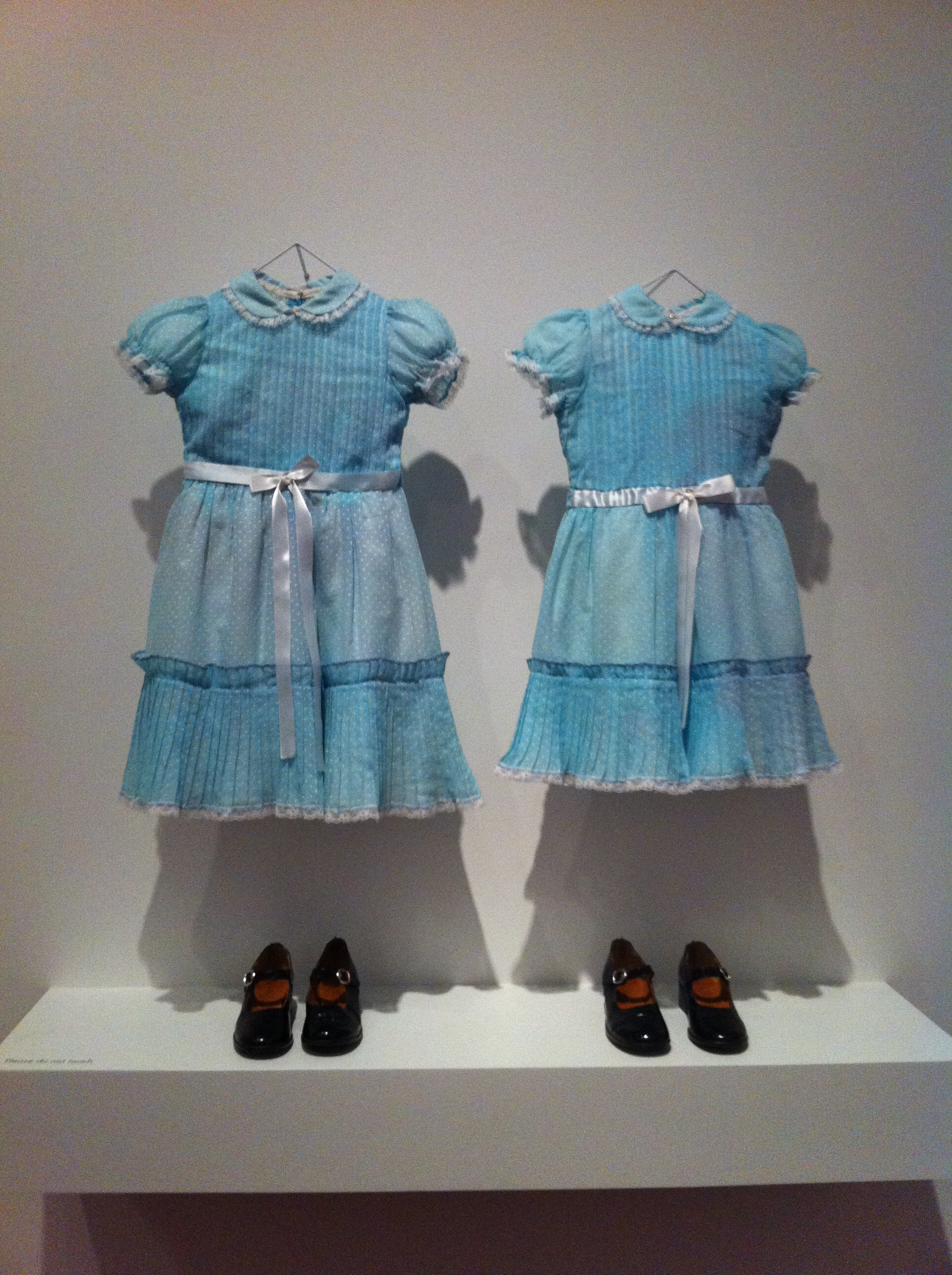
Sukienki sióstr bliźniaczek

Kubrick używa w swym Lśnieniu licznych luster jako scenografii oraz stosuje efekt lustrzany jako środek artystyczny. Mamy w tym filmie siostry bliźniaczki, podwójnego pana Grady'ego, dwie kobiety z pokoju 237.

Danny Torrance cierpi na specyficzne rozdwojenie jaźni, które nazywa Tonym, „małym chłopczykiem mieszkającym w jego buzi”. Dualizm dominuje też w warstwie wizualnej. Już pierwsze ujęcie pokazuje odbijający się w gładkiej toni jeziora posępny krajobraz Gór Skalistych. W scenie śniadania twarz Jacka odbija się w lustrze. Patrzący na własne odbicie w barowych lustrach Jack, po chwili widzi barmana Lloyda. Dzięki lustrzanemu odbiciu, Wendy identyfikuje słowo redrum jako murder. Samo redrum fonetycznie odnosi się do „red room” czyli czerwonego pokoju, prawdopodobnie tego o numerze 237. Red room ma swojego „kolorystycznego brata” w postaci gold roomu, czyli złotej sali balowej. Także dzięki odbiciu w lustrze, do Jacka dociera prawdziwy obraz starej i toczonej zgnilizną kobiety, wcześniej pod młodą i piękną postacią. Niemal z lustrzaną symetrią zbudowano i skadrowano wiele elementów dekoracji (łazienki, sale, korytarze, drzwi windy).

### Izolacja i samotność
Lśnienie jest dziełem o samotności, która jest przyczyną i skutkiem rozpadu więzi rodzinnych, szczególnie między małżonkami.

Dla mnie tak książka jak i film są nie tylko perfekcyjnym studium szaleństwa, ale też rozpadu związku, rodziny. „Lśnienie” opisuje z detalami zanik komunikacji, narastające niezrozumienie, które być może istniało zawsze, ale dopiero w ekstremalnych warunkach znalazło ujście. Jest to wzorcowy opis małżeństwa, w którym agresywny mąż dominuje zahukaną, nieśmiałą żonę, a gdzieś między nimi znajduje się wycofane, małomówne dziecko, które nigdy się nie uśmiecha (Danny uśmiecha się tylko raz przez cały czas trwania filmu)

Na początku filmu dyrektor hotelu ostrzega Jacka, że nie wszyscy dobrze reagują na długotrwałą samotność i izolację, i że jeden z poprzedników Jacka na stanowisku zimowego stróża przypłacił ją załamaniem psychicznym, które doprowadziło go do zbrodni.

### Duchy
Kubrick chciał jak najbardziej zminimalizować obecność i znaczenie zjaw w swojej adaptacji książki Kinga. Zamierzeniem reżysera było skupić się na psychologii swoich bohaterów-ludzi. Pozostawił jednak tajemniczego pana Grady'ego, demonicznego barmana Lloyda i kobiety z pokoju 237, co spowodowało konsternację wśród krytyków i jeszcze większe zagmatwanie w sprawie pochodzenia zła.

Istnienie duchów zaczajonych w hotelu Overlook zapowiada w czołówce elektroniczna wariacja Carlos na temat Dies irae. Później ich głosem staje się Przebudzenie Jakuba przechodzące w  De natura sonoris, w porównaniu z muzyką Ligetiego bardziej zróżnicowane i ekspansywne, słyszalne częściej i coraz agresywniej. Kubrick wraca do brzmienia Pendereckiego po ponad półgodzinnej przerwie wypełnionej inną muzyką i odgłosami, po czym przez jedną trzecią ścieżki dźwiękowej kalejdoskop niesamowitych efektów tworzy wspominana przedtem „sałatka z Pendereckiego”. Ponieważ przyrządzona jest z instrumentów oraz głosów, budzą one trwogę skuteczniej niż uczyniłaby to elektronika.

## Odbiór filmu
Swobodne potraktowanie fabuły przez Kubricka nie zyskało aprobaty Stephena Kinga, także dlatego, iż główna rola została powierzona Jackowi Nicholsonowi. Również krytycy początkowo przyjęli film negatywnie – według nich horror nie był odpowiednim gatunkiem dla reżysera tej klasy, co Kubrick. Film otrzymał dwie nominacje do Złotych Malin – dla Stanleya Kubricka (reżyseria) i Shelley Duvall (gra aktorska). Lśnienie okazało się jednak dużym sukcesem komercyjnym, a współcześnie produkcja ta jest uważana za klasykę gatunku. Sama nominacja do Złotej Maliny dla Shelley Duvall została wycofana w 2022 roku. W uzasadnieniu podano, że na jej występ miało wpływ to, jak traktował ją na planie reżyser.
W serwisie Rotten Tomatoes 86% z 73 recenzji jest pozytywne, a średnia ocen wyniosła 8,4/10. Na portalu Metacritic średnia ocen z 12 recenzji wyniosła 63 punkty na 100.

## Nagrody
- Nagroda Saturn 1981
  - Scatman Crothers – Najlepsza męska rola drugoplanowa (nagroda)
  - Najlepszy horror (nominacja)
  - Stanley Kubrick – Najlepsza reżyseria (nominacja)
  - Béla Bartók – Najlepsza muzyka (nominacja)